# Rastaban
Rastaban (β Draconis, β Dra) è la terza stella più luminosa della costellazione del Dragone. La sua magnitudine apparente è +2,79 e dista 380 anni luce dal sistema solare.
Il nome Rastaban deriva dall'arabo Al Rās al Thuʽbān e significa "la testa del serpente". Talvolta viene chiamata anche Alwaid o Asuia.

In Cina era conosciuta, assieme a γ Draconis, come Tien Kae.

## Osservazione
La sua posizione è fortemente boreale e ciò comporta che la stella sia osservabile prevalentemente dall'emisfero nord, dove si presenta circumpolare anche da gran parte delle regioni temperate; dall'emisfero sud la sua visibilità è invece penalizzata, anche se, essendo una delle stelle più meridionali della propria costellazione, è visibile più a nord della latitudine 37°S.
La sua magnitudine pari a +2,79 le consente di essere scorta con facilità anche dalle aree urbane di moderate dimensioni.

## Caratteristiche fisiche
Rastaban è una supergigante gialla di tipo spettrale G2Iab, 6 volte più massiccia del Sole. Il suo raggio è 40 volte superiore a quello della nostra stella e rispetto a essa è quasi 1000 volte più luminosa.
Ha una debole compagna situata a circa 4 secondi d'arco, una nana rossa di quattordicesima magnitudine che fisicamente dista dalla principale almeno 450 UA e impiega oltre 4000 anni a compiere una rivoluzione attorno alla supergigante. Da un ipotetico pianeta che orbiti attorno alla secondaria, Rastaban apparirebbe 3000 volte più luminosa della Luna piena.